# Leptomeryx
Leptomeryx es un género extinto de rumiantes de la familia Leptomerycidae, endémico de Norteamérica durante el Eoceno medio hasta el Oligoceno tardío, que subsistió entre 24-38 millones de años. Era un tipo de pequeño ciervo de figura esbelta.

## Distribución fósil
Lugares y especies halladas:
- Titus Canyon, Inyo County, California (L.blacki) ~30.6—33.9 Ma.
- UNSM Sx-8 (Orella C), Sioux County, Nebraska (L. elissae) ~33.9—24.8 Ma.
- Anxiety Butte, Saskatchewan, Canada (L. sp., L. evansi) ~38—24.8 Ma.
- Calf Creek, Saskatchewan, Canada, (L. mammifer) ~38—33.3 Ma.
- Toadstool Park, Sioux County, Nebraska (L. speciosus) ~37.2—33.3 Ma.[3]
- Medicine Pole Hills, Bowman County, North Dakota (L. yoderi) ~38—33.9 Ma.[4]

## Galería

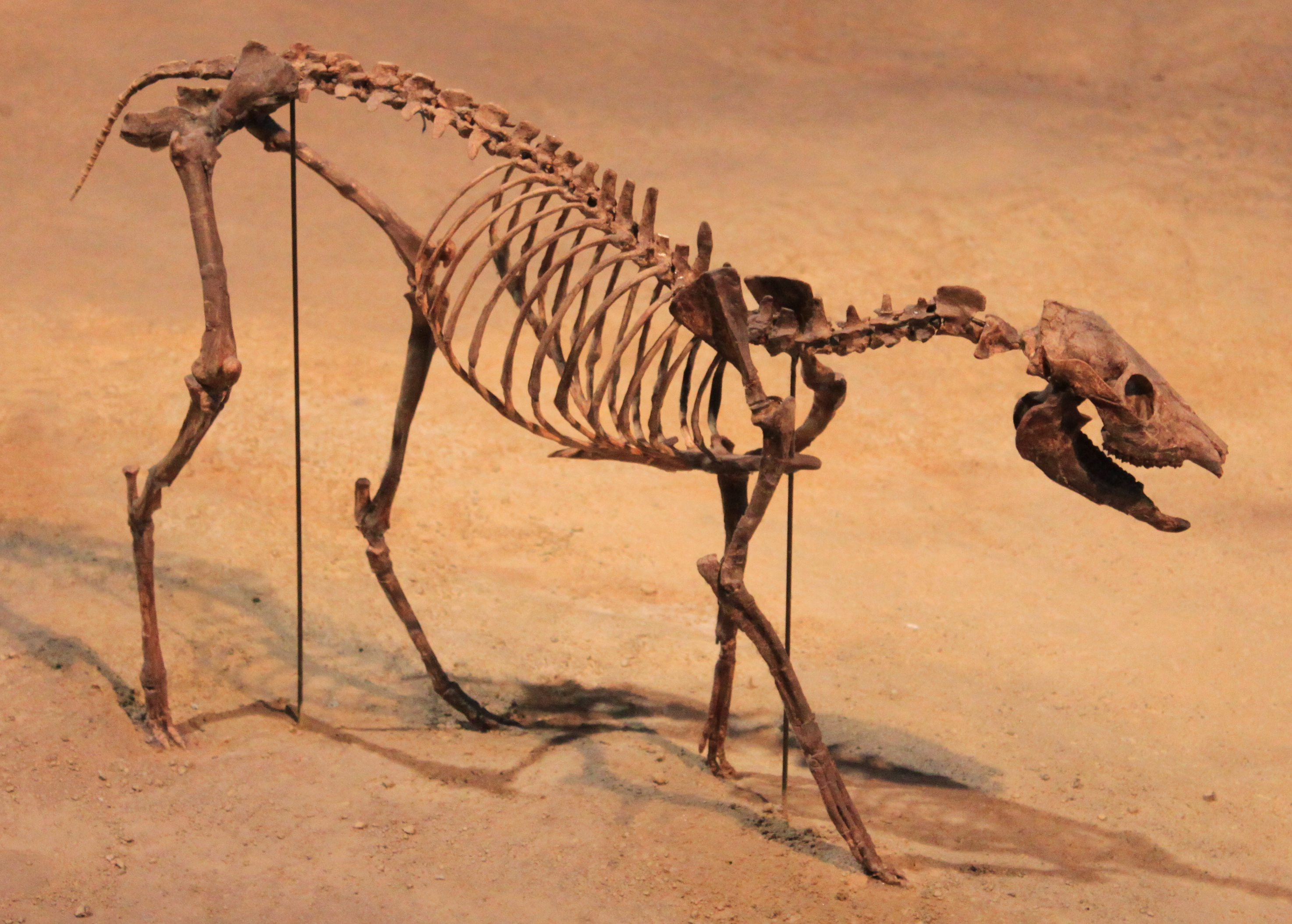
Esqueleto
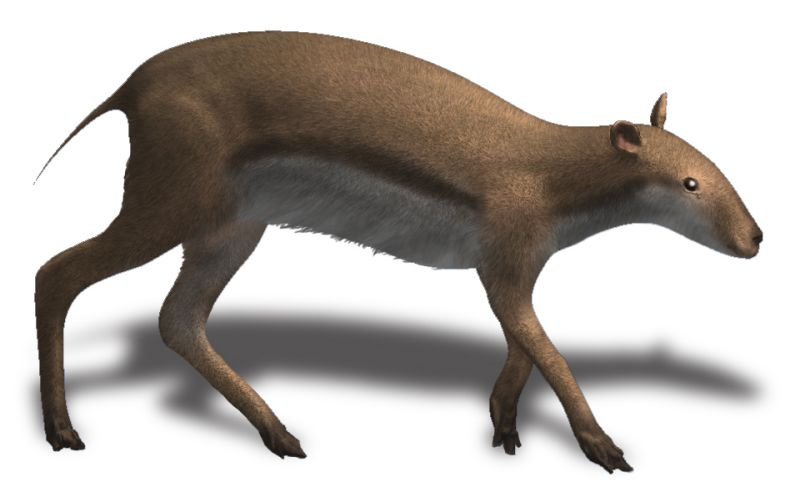
L. evansi (reconstrucción virtual)